# Edith Witt-Hidé
Edith Witt-Hidé (* 1928 in Berlin als Edith Witt; † 2009 in Baden-Baden) war eine deutsche Illustratorin und Malerin.

## Leben
Edith Witt-Hidé studierte von 1947 bis 1951 Freie Grafik an der Hochschule für angewandte Kunst in Berlin-Weißensee und von 1951 bis 1956 an der Hochschule für bildende Kunst in West-Berlin. Von 1958 bis 1975 lebte und arbeitete sie in Baden-Baden. Dort entstanden ihre ersten Ölbilder und Ikonen auf Holz. Sie bemalte Möbel sowie Vasen und Geschirr für Villeroy & Boch. 1965 begann Edith Witt-Hidé mit der Illustration von Bilder- und Kinderbüchern für internationale und deutsche Verlage. Unter anderem illustrierte sie viele Bücher des bekannten Kinderbuchautors James Krüss. Bis 1987 entstanden rund 70 Kinderbücher, mehrere Ausmalkalender sowie Puzzles und Spiele beim Boje Verlag in Stuttgart, bei Bertelsmann, DTV, Engelbert, Thienemann und im Otto Maier Verlag in Ravensburg. Edith Witt-Hidés Kinderbücher und Spiele wurden nicht nur in Deutschland, sondern unter anderem in Spanien, England und Skandinavien, aber auch in den USA verkauft.
Von 1975 bis 1998 wohnte sie in der Provence, ab 1998 in Berlin und in Baden-Baden. Edith Witt-Hidé widmete sich ab 1988 ausschließlich der Malerei und gewann zahlreiche Preise in Deutschland und Frankreich. Sie starb 2009 in Baden-Baden.

## Werke
- James Krüss: Der Schneider und der Riese. Eine gereimte Geschichte mit Versen von James Krüss. Illustr. v. Edith Witt, Boje, Köln 1970
- Mary Norton: Eine tolle Hexe. Illustr. v. Edith Witt, Boje, Köln 1971
- James Krüss: Hallo, ich bin der Hansel! Illustr. v. Edith Witt, Boje, Köln 1972
- Gina Ruck-Pauquèt: Tag- und Traum-Geschichtenbuch. 70 Geschichten zum Vor- und Selberlesen. Illustr. v. Edith Witt, Ravensburger, Ravensburg 1976
- Friedrich Feld: Der verzauberte Nachmittag. Illustr. v. Edith Witt-Hidé, Boje, Köln 1984. ISBN 3-414-16960-6